# Sarinda armata
Sarinda armata là một loài nhện trong họ Salticidae.
Loài này thuộc chi Sarinda. Sarinda armata được Elizabeth Maria Gifford Peckham & George William Peckham miêu tả năm 1892.